# 陶诗言
陶诗言（1918年8月12日—2012年12月17日），男，浙江嘉兴人，中国气象学家，中国科学院大气物理研究所研究员。曾任中国气象学会理事长。

## 生平
1942年毕业于国立中央大学地理系。1980年当选中国科学院学部委员（院士）。
2012年12月17日14时在北京逝世，同月23日早上在八宝山殡仪馆舉行遺體告別式。